# یاغلی‌بلاغ

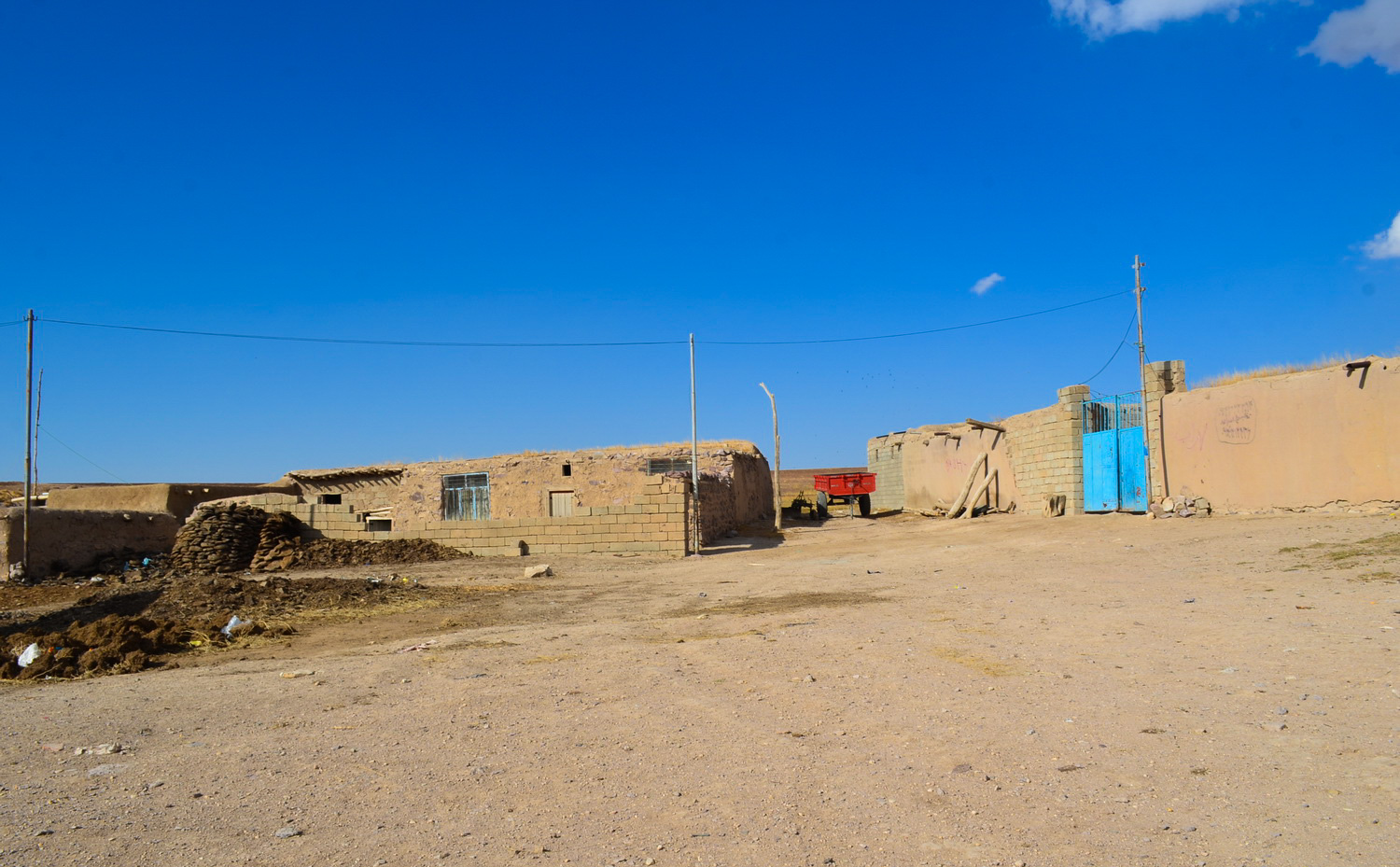
نمایی از یاغلی‌بلاغ، یکی از روستاهای استان آذربایجان شرقی - ۲۰۱۳

یاغلی‌بلاغ یکی از روستاهای استان آذربایجان شرقی است که در دهستان قوری‌چای شرقی بخش مرکزی شهرستان چاراویماق واقع شده‌است.